# The Boogens
The Boogens è un film del 1981 diretto da James L. Conway, prodotto da Charles E. Sellier Jr. e Cornfold e scritto da Thomas C. Chapman, David O'Malley e Bob Hunt.

## Trama
Un gruppo di uomini lavora per far riaprire una miniera d'argento abbandonata. Quello che essi ignorano è che i loro scavi hanno inavvertitamente liberato alcune anfibie creature rettili che si nascondono all'interno degli alberi delle miniere.

## Distribuzione
Il film è stato distribuito nelle sale statunitensi dall'indipendente Jensen Farley Pictures il 25 settembre 1981.
È distribuito in VHS a metà anni novanta dalla Republic Pictures.  Nel 2012 la Olive Films ha concesso in licenza il film alla Paramount e The Boogens è stato distribuito su DVD e Blu-ray il 7 agosto.

## Accoglienza
Il film ha ricevuto una recensione positiva dallo scrittore Stephen King su The Twilight Zone Magazine.
Sul sito web Rotten Tomatoes, attualmente detiene una valutazione positiva del 33% basata su nove recensioni.

## Adattamenti
Charles E. Sellier Jr. e Robert Weverka scrissero una trasposizione letteraria del film intitolata La miniera di Hatcher (pubblicata in Italia su "Urania" 951, del 21 agosto 1983).